# Lamar (Texas)
Pour les articles homonymes, voir Lamar.
Lamar est une census-designated place située dans le comté d'Aransas, dans l’État du Texas, aux États-Unis. Sa population s’élevait à 636 habitants lors du recensement de 2010.